# Rückwärtsrichten

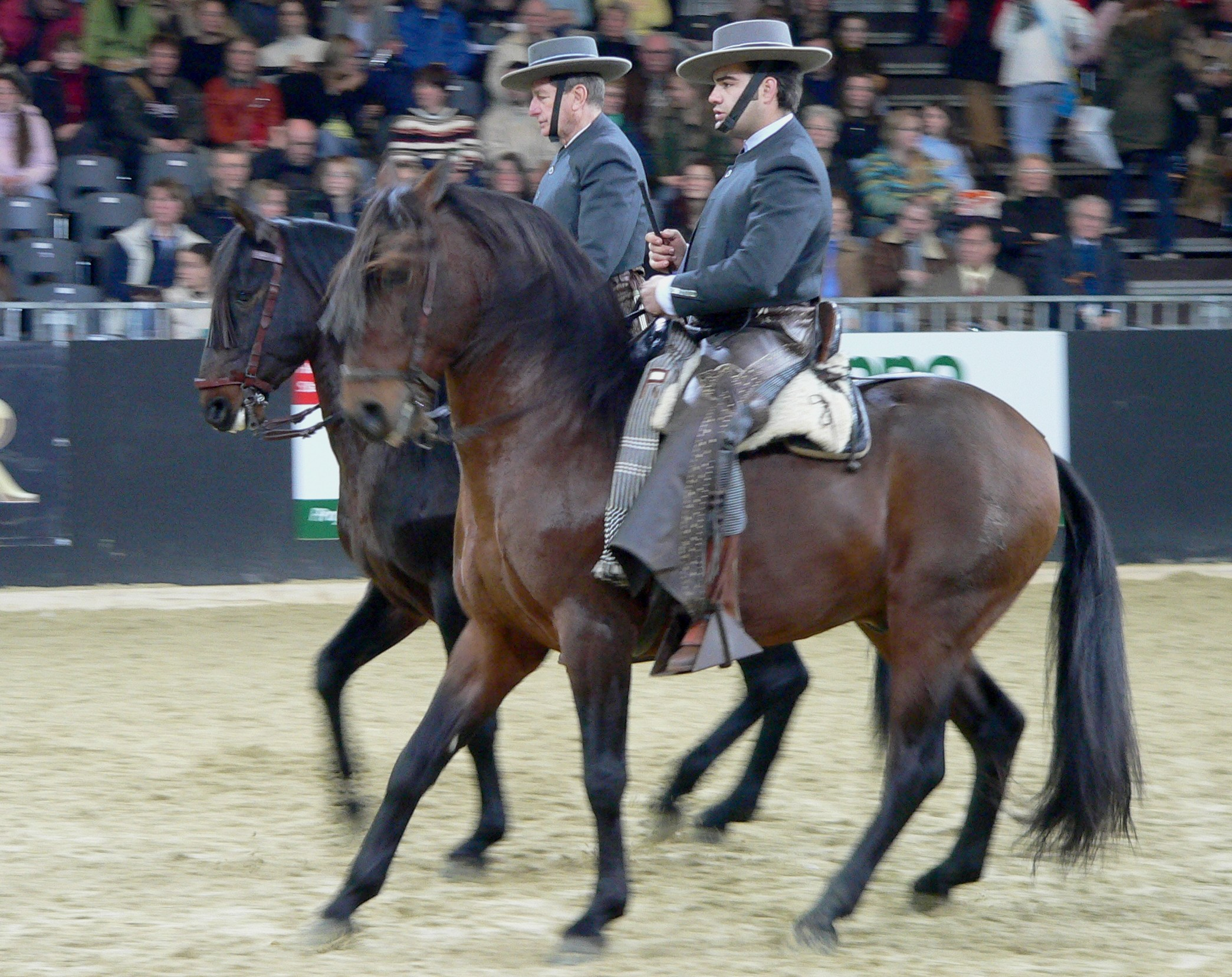
Andalusier im Rückwärtsgang

Das Rückwärtsrichten ist eine Basisübung in der englischen Reitweise und im Westernstil. Dabei schreitet das Pferd mit den jeweils diagonal gegenüberliegenden Beinen rückwärts. Beim Ritt im Gelände kann es hilfreich sein, wenn ein Pferd sich rückwärtsrichten lässt.

## Ausführung
Englische Reitweise
Zuerst muss das Pferd angehalten werden (ganze Parade). Dann werden die Zügel aufgenommen (verkürzt), um das Pferd daran zu hindern, nach vorne zu gehen. Jetzt wird mit den Unterschenkeln eine vorwärtstreibende Hilfe gegeben und durch einen durchhaltenden Zügel zum Rückwärtstreten veranlasst. Wenn das Pferd rückwärts läuft, muss bei jedem Schritt wieder mit den Zügeln nachgegeben werden, weil das Pferd sich sonst widersetzt.
Westernstil
Es werden wieder die Zügel aufgenommen und mit den Unterschenkeln getrieben. Sobald das Pferd rückwärts läuft, gibt man ihm wieder mehr Zügel. In der Westernreiterei wird mehr rückwärtsgerichtet. Auch auf Westernturnieren (Disziplin Reining) müssen die Pferde ihr Können im Rückwärtsrichten unter Beweis stellen.